# George Amyand
George Amyand, 1er baronnet (26 septembre 1720 - 16 août 1766) est un homme politique, un médecin et un commerçant Whig britannique.

## Jeunesse
Il est le deuxième fils de Claudius Amyand, Chirurgien-en-Ordinaire du roi George II, et de son épouse Mary Rabache et est baptisé à l'église à la mode de St James, Piccadilly . Le père de Claudius est un huguenot qui a quitté la France à la suite de la révocation de l'édit de Nantes en 1685.

## Carrière
Amyand est entrepreneur de l'armée pendant la guerre de Sept Ans, assistant de la Compagnie de Moscovie en mars 1756 et un directeur de la Compagnie britannique des Indes orientales en 1760 et 1763. Cette année-là, il achète le manoir de Frilsham, Berkshire de Willoughby Bertie.
Entre 1754 et 1766, Amyand siège comme député pour Barnstaple, dans le nord du Devon. Le 9 août 1764, il est créé baronnet, de Moccas Court, dans le comté de Hereford.

## Mariage et progéniture
En 1748, il épouse Anna Maria Korteen (décédée en 1767), fille de John Abraham Korteen (alias Kerton ), un marchand allemand de Hambourg avec qui il a deux fils et deux filles: 
- George Cornewall, 2e baronnet (1748–1819), fils aîné et héritier, qui change son nom en Cornewall après son mariage avec l'héritière de cette famille.
- John Amyand (1751–1780), député de Camelford.
- Anna-Maria Amyand (1752–1829), épouse Gilbert Elliot, 1er comte de Minto.
- Harriet Maria Amyand (1761–1830), épouse James Harris

Amyand meurt le 16 août 1766, âgé de 45 ans, de causes inconnues, et est enterré à Carshalton une semaine plus tard.
Dans le bas-côté sud extérieur de l'église All Saints, Carshalton se trouve une urne en marbre blanc, avec une inscription à sa mémoire,.